# 急性胆管炎
急性胆管炎（Acute cholangitis），也称为上行性胆管炎或简称胆管炎，是胆管炎症，通常由细菌从十二指肠（小肠的第一部分）交界处上行引起。如果胆管已经被胆结石部分阻塞，则容易发生。
胆管炎可能危及生命，被视为医疗紧急情况。典型症状包括皮肤或眼白变黄、发烧、腹痛，严重时会出现低血压和意识模糊。初始治疗是静脉输液和抗生素，但通常存在潜在问题（例如胆结石或胆管狭窄），可能需要进一步检查和治疗，通常采用内窥镜检查以缓解胆管阻塞。

## 症状

夏科氏三联症

胆管炎的典型症狀為腹痛、发烧、寒战和不适。有些患者會發現自己的眼白和皮膚變黃。
理學檢查的典型徵象包括黄疸和右上腹压痛。夏科氏三联症（Charcot's triad）是胆管炎的三个常见表现：腹痛、黄疸和发热。过去认为这种情况在50-70%的病例中存在，但最近报告的频率为15-20%。雷诺兹五联征（Reynolds' pentad）包括夏科氏三联征、感染性休克和精神错乱。该症状的组合表明病情恶化和败血症的发展，并且不太常见。
在老年人中，表现可能不典型；它们可能会由于败血症而直接衰竭，而没有首先表现出典型特征。胆管留置支架的患者可能不会出现黄疸。

## 病因
急性胆管炎的患者常合併有胆管梗阻的問題，而膽結石則是胆管梗阻最常見的原因。10-30%的病例是由其他原因引起的，例如良性狭窄（没有潜在肿瘤的胆管变窄）、手術损伤或胆管结构改变（例如膽管連接手術部位狹窄）、各种肿瘤（胆管癌、胆囊癌、法特壶腹癌、胰腺癌、十二指肠癌）、厌氧菌（如梭状芽孢杆菌和拟杆菌）（尤其是老年人和曾接受过胆道系统手术的人）。
感染肝脏和胆管的寄生虫可能导致胆管炎；包括线虫（蛔虫）、肝吸虫（中华肝吸虫、泰国肝吸虫、猫肝吸虫）。在AIDS患者中，已知大量机会性微生物会导致AIDS胆管病，但自从引入有效的AIDS治疗后，这种风险已迅速降低。胆管炎也可能使涉及胆管的医疗程序复杂化，尤其是ERCP。为防止这种情况发生，建议因任何适应症而接受ERCP的患者接受预防性抗生素治疗。
放置永久性胆管支架會略微提升胆管炎的风险，但在某些狀況下（例如胰腺癌）仍然需要这种类型的支架，以保持胆管在外部压力下能維持通畅。

## 发病机制

显示肝脏和消化系统相关部分的图表

胆汁由肝脏产生，用于消除体内的胆固醇和胆红素，以及乳化脂肪，使它们更易溶于水并有助于消化。胆汁由肝细胞在肝脏中形成并排泄到肝总管中。部分胆汁由于背压（由Oddi括约肌施加）而储存在胆囊中，可能会在消化时释放出来。胆囊还通过吸收水和溶解的盐来浓缩胆汁。所有胆汁通过胆总管和法特壶腹到达十二指肠。Oddi括约肌位于法特壶腹和十二指肠的交界处，是一种控制胆汁和胰腺分泌物释放到消化道的环形肌肉。
由于某些保护机制，胆管树通常相对不含细菌。Oddi括约肌充当机械屏障。胆道系统通常具有低压（8到12厘米水柱）并允许胆汁自由流动。胆汁在管道中的持续向前流动将细菌冲入十二指肠，并且不允许建立感染。胆管上皮分泌的胆汁盐和免疫球蛋白的构成也具有保护作用。
在没有阻塞的情况下，单独的细菌污染通常不会导致胆管炎。由于胆管阻塞导致胆道系统内的压力增加（高于20厘米水柱），从而扩大了胆管内衬细胞之间的空间，使受细菌污染的胆汁与血流接触。它还会对枯否细胞的功能产生不利影响，库普弗细胞是一种特殊的巨噬细胞，有助于防止细菌进入胆道系统。胆汁压力升高会降低胆汁中IgA免疫球蛋白的产生。还会导致菌血症（细菌进入血液）并引起全身炎症反应综合征（SIRS），包括发烧（通常伴有寒颤）、心动过速、呼吸频率增加和白细胞计数增加；存在疑似或确诊感染的SIRS称为败血症。胆道阻塞本身对免疫系统不利，并通过损害某些免疫系统细胞（中性粒细胞）的功能和改变免疫激素（细胞因子）的水平而削弱其抵抗感染的能力。
在上行性胆管炎中，由于部分阻塞和Oddi括约肌功能下降，有机体向后迁移到胆管。关于细菌起源的其他理论，例如通过门静脉或从结肠迁移，被认为不太可能。

## 诊断

### 血液检查
常规血液检查显示急性炎症的特征（白细胞计数升高和C反应蛋白水平升高），通常肝功能检查（LFT）异常。在大多数情况下，LFT与梗阻一致：胆红素、碱性磷酸酶和γ-谷氨酰转肽酶升高。在早期阶段，对肝细胞的压力可能是主要特征，测试将类似于肝炎，丙氨酸转氨酶和天冬氨酸转氨酶升高。
血培养通常在发烧和有急性感染证据的人身上进行。这些会在36%的病例中产生导致感染的细菌，通常是在24-48小时的潜伏期后。在ERCP期间，胆汁也可能被送去培养。与上行性胆管炎相关的最常见细菌是革兰氏阴性杆菌：大肠杆菌（25-50%）、克雷伯氏菌（15-20%）和肠杆菌（5-10%）。在革兰氏阳性球菌中，肠球菌占10-20%。

### 医学影像

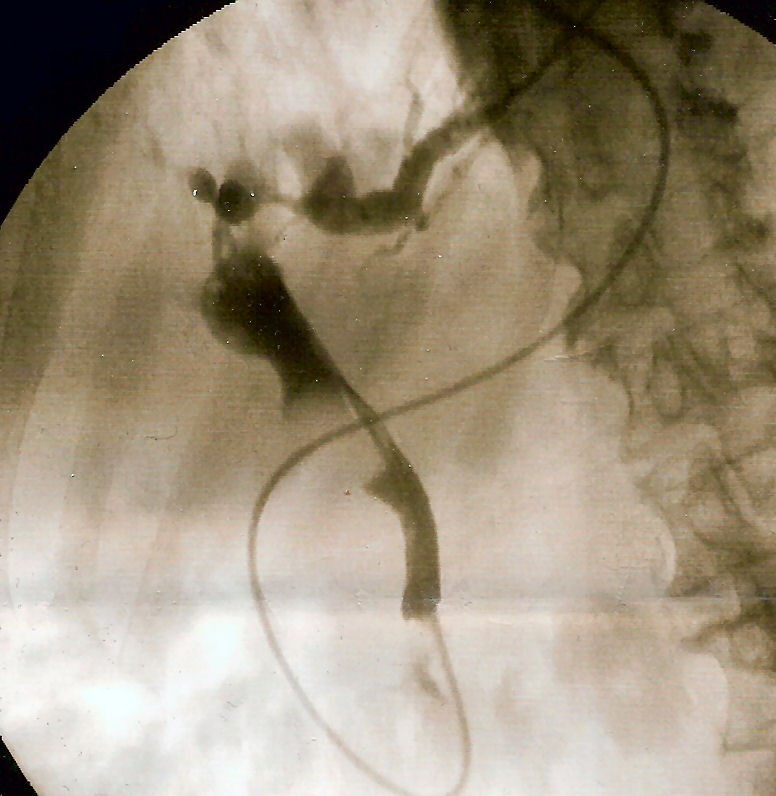
经鼻胆管引流的胆管造影显示胆总管呈黑色（从左上角到中心右下角的对角线），轮廓因大胆结石而中断。

鉴于上行性胆管炎通常发生在胆管阻塞的情况下，可以采用各种形式的医学影像来确定这种阻塞的部位和性质。第一项检查通常是超声波。超声可显示胆管扩张，可识别38%的胆管结石；它在识别胆管下方的结石方面相对较差。超声可以帮助区分胆管炎和胆囊炎，胆囊炎的症状与胆管炎相似，但在超声上表现不同。较好的检查是使用磁共振成像（MRI）的磁共振胰胆管造影（MRCP）；这对ERCP具有相当的敏感性。根据医院设施的质量，MRCP仍可能遗漏较小的结石。
胆道梗阻检查的金标准仍然是内镜逆行胰胆管造影（ERCP）。该检查涉及使用内窥镜检查（将管子通过口腔进入食道、胃，然后进入十二指肠）将一根小插管插入胆管。检查时，注射造影剂以使导管不透明，并拍摄X射线以获得胆道系统的视觉印象。在壶腹的内窥镜图像上，有时可以看到胆总管中受阻的胆结石形成的突起壶腹或从胆总管口流出的明显脓液。在X射线图像（称为胆管造影上，胆结石在导管轮廓中作为非混浊区域可见。出于诊断目的，ERCP现在通常已被MRCP取代。ERCP仅用于不能接受延迟诊断测试的危重患者的一线治疗；如果怀疑胆管炎的指数很高，通常会进行ERCP以实现阻塞的胆总管的引流。
如果怀疑是其他原因而不是胆结石（例如肿瘤），可以进行计算机断层扫描和内窥镜超声（EUS）来确定梗阻的性质。EUS可用于对可疑肿块进行活体组织检查（组织样本）。EUS也可能取代诊断性ERCP用于结石病，取决于当地的可用性。

## 治疗

### 补液和抗生素
胆管炎需要住院。给予静脉输液，尤其是在血压低的情况下，并开始使用抗生素。通常需要用广谱抗生素进行经验性治疗，直到确定导致感染的病原体以及它对哪种抗生素敏感。青霉素和氨基糖苷类的组合被广泛使用，环丙沙星已被证明在大多数情况下有效，并且副作用较少，可能优于氨基糖苷类。通常添加甲硝唑来专门治疗厌氧病原体，特别是那些病情严重或有厌氧感染风险的人。抗生素持续使用7-10天。可能还需要增加血压的药物（血管加压药）来治疗低血压。

### 内窥镜检查
胆管炎的最终治疗是缓解潜在的胆道梗阻。通常推迟到入院后24-48小时，此时患者病情稳定并且使用抗生素后显示出一些改善，可能需要作为紧急情况对待，以防经过充分治疗而病情持续恶化，或者如果抗生素不能有效减少感染迹象（发生在15%的病例中）。
内镜逆行胰胆管造影（ERCP）是解除胆管阻塞的最常用方法。包括内窥镜检查（将光导纤维管穿过胃进入十二指肠）、识别法特壶腹和将一根小管插入胆管。通常会进行括约肌切开术（切开括约肌）以缓解胆汁从胆管流出，并允许插入器械以提取阻塞胆总管的胆结石；也可以用气囊扩张胆总管口。结石可以通过直接抽吸或使用各种工具（包括气囊和篮）在胆管中拖网以将结石拉入十二指肠。由较大结石引起的阻塞可能需要使用机械碎石机，以便在移除之前粉碎结石。太大而无法通过ERCP机械去除或破碎的阻塞性结石可以通过体外冲击波碎石术来处理。 该技术使用在体外施加的声波冲击波来分解结石。另一种去除非常大的阻塞结石的技术是电液碎石术，通过ERCP插入胆管镜以直接观察结石。探头使用电流产生冲击波，破坏结石。极少数情况下，需要通过腹腔镜手术探查胆总管（称为胆总管切开术）来取出结石。
狭窄的区域可以通过支架桥接，支架是保持管道打开的中空管。可移除的塑料支架用于简单的胆结石疾病，而如果阻塞是由于肿瘤（如胰腺癌）的压力造成的，则使用具有更长寿命的永久性自膨胀金属支架。可能会留下鼻胆管引流管；一根塑料管，从胆管穿过胃和鼻子，并允许胆汁连续引流到接受器中。类似于鼻胃管，但直接进入胆总管，并允许进行连续X射线胆管造影以识别梗阻的改善情况。应用上述哪种治疗方法的决定通常基于阻塞的严重程度、其他影像学研究的结果以及患者是否通过抗生素治疗得到改善。如果凝血功能受损，某些治疗可能不安全，因为使用氯吡格雷（抑制血小板聚集）会增加出血风险（尤其是括约肌切开术）或凝血酶原时间显着延长。对于较长的凝血酶原时间，可给予维生素K或新鲜冰冻血浆以降低出血风险。

### 经皮胆道引流
如果患者病情严重无法耐受内窥镜检查或逆行内窥镜方法无法进入梗阻，则可以进行经皮肝穿刺胆道造影（PTC）以评估胆道系统，以便放置经皮胆道引流管（PBD）。在近端狭窄或胆肠吻合（胆管和小肠之间的手术连接，例如十二指肠或空肠）的情况下，这通常是必要的。一旦获得穿过狭窄的通路，就可以进行球囊扩张并将结石向前扫入十二指肠。由于经皮胆道放置的潜在并发症和定期维护引流的必要性，通过 ERCP 的逆行方法仍然是一线治疗。

### 胆囊切除术
并非所有与上行性胆管炎有关的胆结石实际上都起源于胆囊，但对于因胆结石疾病而接受过胆管炎治疗的人，通常建议进行胆囊切除术（手术切除胆囊）。通常会延迟到所有症状消失并且ERCP或MRCP确认胆管中没有胆结石。不接受胆囊切除术的人，复发性胆道疼痛、黄疸、胆管炎进一步发作以及需要进一步ERCP或胆囊造口术的风险增加；死亡风险也大大增加。

## 流行病学
在西方国家，大约15%的人胆囊中有胆结石，但大多数人对此并不知情，也没有任何症状。十年后，15-26% 的人会出现一次或多次胆绞痛（由于胆结石通过胆管进入消化道而导致的腹痛），2-3% 的人会出现梗阻并发症：急性胰腺炎、胆囊炎或急性胆管炎。胆结石病的患病率随着年龄和体重指数（肥胖的标志）的增加而增加。然而，由于胆汁成分的改变使其容易形成结石，那些快速减肥的人（如减肥手术后）的风险也会增加。胆结石在女性中的发病率略高于男性，怀孕会进一步增加风险。

## 预后
急性胆管炎具有显着的死亡风险，主要原因是多器官衰竭引起的不可逆休克（严重感染的可能并发症）。诊断和治疗的改进使死亡率降低：1980年之前死亡率大于50%，1980年之后为10-30%。有多器官功能衰竭迹象的患者可能会死亡，除非接受早期胆道引流和全身抗生素治疗。严重胆管炎后的其他死亡原因包括心力衰竭和肺炎。
死亡风险增加的风险因素包括年龄较大、女性、肝硬化病史、癌症引起的胆道狭窄、急性肾损伤和肝脓肿的存在。严重胆管炎后的并发症包括肾衰竭、呼吸衰竭（呼吸系统无法为血液充氧或消耗二氧化碳）、心律失常、伤口感染、肺炎、胃肠道出血和心肌缺血（心脏供血不足，导致心脏病发作）。

## 历史
在法国巴黎的Salpêtrière医院工作的让-马丁·沙可博士于1877年发现了早期的胆管炎报告以及他的同名三联征。他将这种情况称为“肝热”（fièvre hépatique）。美国外科医生Benedict M. Reynolds博士在1959年与同事Everett L. Dargan博士的报告中重新点燃了对这种疾病的兴趣，并制定了以他的名字命名的五联征。在1968年ERCP兴起之前，外科医生通常会通过探查胆管和切除胆结石来治疗这种疾病。ERCP通常由内科或胃肠病学专家进行。1992年的研究表明，对于上行性胆管炎，ERCP通常比手术干预更安全。